# Arno Münster

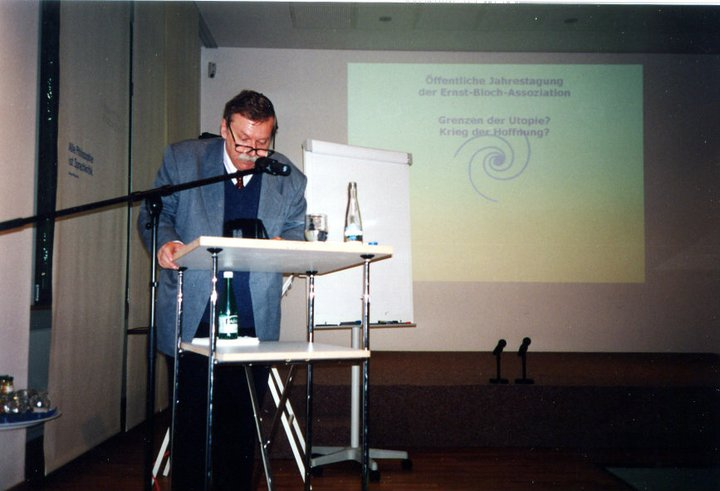
Arno Munster Conférence au Centre Ernst Bloch - Ludwigshafen

Arno Münster, né le 10 août 1942 à Strehlen en Basse-Silésie (Allemagne), est un philosophe  franco-allemand specialiste de la philosophie moderne et contemporaine. Philosophe et spécialiste de la philosophie politique contemporaine, il est disciple du philosophe Ernst Bloch (1885-1977), membre de la Ernst-Bloch-Gesellschaft, et aussi très influencé par l'Ecole de Francfort (Adorno, Horkheimer, Marcuse et Habermas) ainsi que par   Jean-Paul Sartre et d'André Gorz (1923-2007), membre du Groupe d'études sartriennes (GES).
Il obtient la nationalité française en 1985 par naturalisation.

## Biographie
Après la Seconde Guerre mondiale, les populations allemandes de Silésie ont été expulsées vers l’Allemagne. Les parents d'Arno Münster de nationalité allemande arrivent donc en 1946 dans une petite ville située au nord de la Bavière, à Arzberg, en Haute-Franconie, tout près de Bayreuth. C’est là qu’il poursuit ses études primaires et secondaires et passe son baccalauréat en 1961. Il s’inscrit ensuite en 1963 à l’université de Tübingen pour suivre des études de philosophie. Il fit alors connaissance avec le philosophe allemand Ernst Bloch, dont il suit régulièrement les cours et les séminaires. Il soutient ensuite sa première thèse d’État « Utopie, Messianismus und Apokalypse im Frühwerk von Ernst Bloch », à l’université de Hanovre, sous la direction du professeur Oskar Negt philosophe, le 15 octobre 1982. Sa rencontre avec le philosophe Ernst Bloch fut essentielle et décisive pour lui, sur le plan intellectuel, philosophique et politique, et il garde des liens d’amitié et reste en contact avec lui et sa famille jusqu’à sa mort. Il quitte l’Allemagne et s’installe à Paris, en 1967. Il s’inscrit à l’École pratique des hautes études (6e section) en philosophie et participe alors au séminaire de Lucien Goldmann, qui lui fait découvrir l’œuvre de Georg Lukács, de Heidegger ainsi que la sociologie de la littérature. Il obtient la nationalité française en 1985. Il soutient son doctorat d'État ès-lettres section philosophie à l'université Paris-Sorbonne sous la direction du philosophe Olivier Revault d'Allonnes le 9 avril 1987.
Son autobiographie Leben als Widerstand. Memoiren eines Alt-Achtundsechzigers (Deutsche Lieteraturgesellschaft), Berlin, 2011) nous signale dès le début le vrai leitmotiv de toute son activité philosophique, politique et littéraire : « Résister » à toutes les conditions où l'homme est traité comme un être méprisé, et à toutes les formes d'oppression et de domination de l'homme par l'homme.
En 1968 paraît son premier livre, déjà fortement marqué par le marxisme, qui porte sur les événements de mai 1968 : Paris brennt. Die Mai-Revolution in Frankreich. De 1970 à 1975, il travaille d'abord comme journaliste indépendant, à la radio-diffusion allemande (Studio Paris), comme correspondant culturel, notamment pour la Westdeutscher Rundfunk (WDR, mais aussi pour le Hessischer Rundfunk (Radio de Francfort). Il exerce ensuite les fonctions de lecteur d’allemand, de 1974 à 1979, à l’université Paris VII, de boursier de la DFG (Bonn) (1980-1982), de chercheur associé au CNRS dans la section 34 (1983-1984, puis d'assistant associé de philosophie à l'université de Paris VIII (1986-1988), avant d'être nommé directeur de programme au Collège international de philosophie (Paris) (1986-1989). Il voyage à travers le monde pour effectuer, entre autres, des reportages au Chili (1972), en Argentine (1972), au Brésil et au Portugal (1974-1975). De ces expériences et en raison de son intérêt pour la philosophie politique et les problèmes du tiers monde, il écrit plusieurs livres : un livre consacré à l’expérience socialiste au Chili de Salvador Allende dont il suivit les événements jour après jour étant sur le terrain, Chile- friedlicher Weg ?, Historische Bedingungen, Revolution in der Legalität, Niederlage (Berlin, Wagenbach, 1972, rééd. 1974) suivi d’un livre sur la révolution des Œillets au Portugal, Portugal im Jahr 1 der Revolution Rotbuch, Verlag, Berlin, 1974, "Révolution et contre-révolution au Portugal", éd. Galilée (1976).

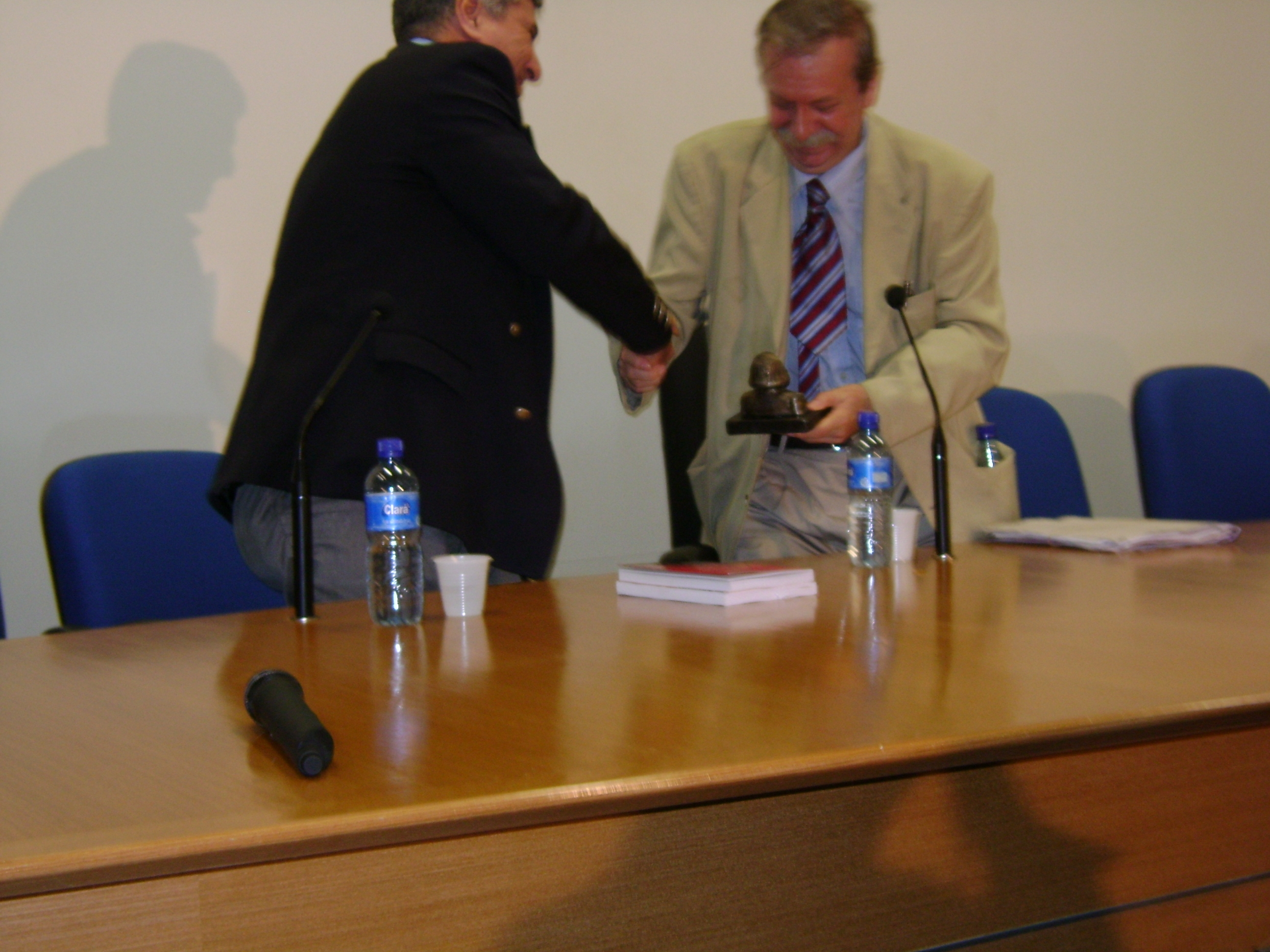
Arno Munster à Fortaleza (Brésil) - Conférence sur Ernst Bloch

En décembre 1974, il rencontre Jean-Paul Sartre qu’il interviewe pour la chaîne allemande ARD. Il publie en 1975 le tome premier des Œuvres complètes de Louis Auguste Blanqui, Galilée, 1975 et se consacre désormais à la philosophie allemande et contemporaine. En 1977, il publie les entretiens avec Ernst Bloch (Tagträume vom aufrechten Gang. Sechs Interviews mit Ernst Bloch, Suhrkamp). En 1982, paraît son premier grand ouvrage de philosophie consacré à la pensée du jeune Ernst Bloch, Utopie, Messianismus und Apokalypse im Frühwerk von Ernst Bloch, édition Suhrkamp, ouvrage traduit en langue portugaise et publié à São Paulo, en 1993. En 1985, il est coorganisateur (avec Michael Löwy et Nicolas Tertulian) du Congrès international de philosophie « Réification et Utopie : Ernst Bloch et György Lukacs – un siècle après », organisé à l’Institut Goethe de Paris, à l’occasion du centenaire de la naissance d’Ernst Bloch et de Georg Lukács. Le 9 avril 1987, il soutient, à l’université Paris I-Panthéon-Sorbonne, sous la direction du professeur Olivier Revault d'Allonnes, sa thèse de doctorat d’État ès-lettres section philosophie (ancien régime), sur « Le discours utopique dans la pensée d’Ernst Bloch. (Introduction à une « phénoménologie » de la conscience anticipante) ». Dans le jury figurent : Maurice de Gandillac, Jean-Pierre Faye, Michael Löwy et Nicolas Tertulian (« mention très honorable »). Cette thèse est publiée, en 1989, sous le titre Ernst Bloch - Messianisme et Utopie, aux PUF. Du 1er juillet 1986 au 30 juin 1989, il est directeur de programme au Collège international de philosophie (Paris). De 1990 à 1992, il enseigne comme professeur associé de philosophie à l’Institut de philosophie et de sciences sociales de l’université fédérale de Rio de Janeiro (UFRJ). Il est nommé académicien et  « correspondant étranger » par l'Académie brésilienne de philosophie. De retour en France, en 1992, il est d’abord ATER, puis, depuis 1994, maître de conférences de philosophie, à l’université de Picardie-Jules Verne d’Amiens, où il enseigne la philosophie allemande moderne et contemporaine et la philosophie politique et sociale jusqu’à son départ à la retraite en octobre 2010.
Il continue à écrire des articles, des livres et à donner des conférences en France et à l’étranger. Entre autres, il a donné des grandes conférences aux universités suivantes : Rio de Janeiro, Fortaleza, Belo Horizonte, São Paulo (Brésil), San Francisco, New York (Bard College), Helsinki, Rome III, Salerne, Lisbonne, Lausanne, Tunis, Vienne, Sarrebruck, Osnabrück, Brême, Berlin, Londres, Bordeaux, Marseille, Aix-en-Provence, Rouen, Nancy, à l'université de Nice Sofia-Antipolis, au Cum (Nice), à la Bibliothèque Louis-Nucéra (Nice), à l'université de Gênes et à l'université catholique de Milan. Il a été aussi Visiting Professor aux universités de Osnabrück, Fortaleza, Rio de Janeiro (1990-1992) et Rome III (mai 2012). Il participe au colloque international The Time of Utopia organisé par Edwin Bendix à Wroclaw (Pologne), Capitale européenne de la culture en août 2016. En mai 2017, il participe au colloque international Religion and Socialism organisé par l'université de Groningue (Hollande). Il participe au mois de mai 2018 au colloque International Emanzipation à l'université Humboldt de Berlin.
À l'occasion de son départ à la retraite, un colloque international « Philosophie - Écologie - Praxis » a été organisé le 21 mai 2010 à la Faculté de philosophie, sciences humaines et sociales de l'université de Picardie Jules Verne d'Amiens (avec la participation de Jean-Pierre Faye, Michael Löwy, Gérard Bensussan, Domenico Losurdo, Olivier Lazzarotti, Horst Müller, Jean-William Wallet et Jeffrey Barash. Il a participé à de nombreuses émissions de radio, aussi bien en France (France Culture) qu'en Allemagne (Deutschlandfunk, Deutschlandradio Kultur, Hessischer Rundfunk) et en Suisse (Radio suisse romande). Dans le cadre de ces émissions, son œuvre et sa biographie intellectuelle ont été présentées, entre autres, le 25 avril 2010, dans l'émission Zwischentöne du Deutschlandfunk, dans le cadre d'un long entretien avec Joachim Scholl. Il intervint aussi, régulièrement, de 2000 à 2010, dans l'émission Kultur heute du Deutschlandfunk. Il est actuellement membre du Groupe d'études sartriennes (GES) et membre de la Société internationale Ernst Bloch.
Sa rencontre avec André Gorz, dans les années 1970, a été décisive pour son tournant vers l’écologie politique. Membre du comité de rédaction de la revue écologiste EcoRev' (fondée en 1999), il a adhéré, au printemps 2011, à Europe Écologie Les Verts (EELV). Déçu par la direction prise par ce parti en signant l'accord avec le PS, il s'est rapproché du Front de Gauche pendant la campagne présidentielle de 2012. Il est co-signataire du Manifeste éco-socialiste issu des Premières Assises de l'éco-socialisme organisé par le Parti de Gauche, en décembre 2012. Étant en désaccord avec ce qu'il considère comme la ligne "souverainiste" et "populiste" de Jean-Luc Mélenchon, il quitte le Parti de Gauche en avril 2013.

## Publications

### Principaux ouvrages en langue française
- Pour une éthique du désir et du bonheur ? Un hommage à Robert Misrahi - Editions l'Harmattan, Collection Ouverture Philosophique, novembre 2024.
- Eco-Socialisme ou barbarie selon André Gorz - Un hommage - Editions l'Harmattan, Ouverture philosophique, Paris, mars 2024.
- Herbert Marcuse et le "Grand Refus", Vers une société non répressive ?, Editions l'Harmattan, Ouverture philosophique, Paris, mars 2022.
- Max Horkheimer entre Marx, Freud et Schopenhauer, Essai sur la philosophie sociale de l'Ecole de Francfort, Editions le Retrait, Orange, juillet 2021.
- Habermas, l'Européen cosmopolite et historien de la pensée post-métaphysique, éditions l'Harmattan, Ouverture philosophique, Paris, l'Harmattan, février 2021.
- Emancipation (de Marx à Marcuse) Histoire et actualité d'un concept, éditions l'Harmattan, (Questions contemporaines), Paris, avril 2020.
- Osons l'utopie pour construire un monde meilleur - Esquisse d'une autobiographie politique, éditions l'Harmattan, (Questions contemporaines), Paris, octobre 2019.
- Le Marxisme "ouvert et écologique de Michaël Lowy","Hommage à un intellectuel "nomade", Arno Münster en collaboration avec Fabio Mascaro Querido, éditions l'Harmattan (Ouverture Philosophique), Paris, mars 2019.
- Socialisme et religion au XXe siècle, Judaïsme, christianisme et athéisme dans la philosophie de la religion d'Ernst Bloch, éditions l'Harmattan, Paris, 2018, collection "Ouverture philosophique".
- Ernst Bloch et les XI Thèses de Marx sur Feuerbach, Editions Delga, Paris, 2018.
- André Tosel, penseur de l'émancipation. Un hommage, Éditions Lignes, Paris, 2018.
- Le changement climatique va-t-il tout changer ? Quelle utopie concrète pour demain ? (Manifeste pur une République sociale, écologique et conviviale), Éditions l'Harmattan, Paris 2017.
- La réprobation de l'Allemagne ou les vraies raisons du nouveau ressentiment anti-allemand - Quel avenir pour l'Europe?, Éditions l'Harmattan, Paris 2016.
- Rêve diurne, station debout et utopie concrète. Ernst Bloch en dialogue, traduit, présenté et annoté par Arno Münster, Éditions Lignes, Paris, 2016.
- Ernst Bloch, Du rêve à l'utopie, Entretiens philosophiques, textes choisis et préfacés par Arno Münster, Éditions Hermann, Paris, 2016.
- Jean-Jaurès : Un combat pour la Laïcité, la République, la Justice sociale et la paix, Éditions l'Harmattan, Paris, 2015.
- Espérance, Rêve, Utopie dans la pensée d'Ernst Bloch, Éditions L'Harmattan, Paris, 2015
- Albert Camus : La Révolte contre la révolution ?, Éditions L'Harmattan, Paris, 2014.
- Utopie, Écologie, Ecosocialisme. De l'utopie concrète d'Ernst Bloch à l'écologie socialiste, Éditions l'Harmattan, Paris, 2013.
- Pour un Socialisme Vert, Éditions Lignes, Fécamp, juin 2012.
- Principe Espérance ou Principe responsabilité (H. Jonas, G. Anders, E. Bloch), Le Bord de l’eau, Lormont, 2011.
- André Gorz ou le socialisme difficile, Nouvelles Éditions Lignes, Fécamp, 2008, (trad. en espagnol et en allemand).
- Réflexions sur la crise : Ecosocialisme ou barbarie ?, Éditions L’Harmattan, Paris, 2009.
- Adorno, Une introduction. (« Il n’y a pas de vraie vie dans la vie fausse »), Éditions Hermann, Paris, 2009.
- Hannah Arendt contre Marx.(Essai sur une anthropologie philosophique du « politique »), Éditions Hermann, Paris, 2008.
- Sartre et la morale, Paris, Éditions L’Harmattan, 2007.
- Sartre, le philosophe, l'intellectuel et la politique (Les actes du Colloque "Sartre" d'Amiens), Éditions L’Harmattan, coll. « L'ouverture philosophique », Paris, 2006.
- Sartre et la praxis, Éditions L’Harmattan, Paris, 2005.
- L'École de Marbourg. Le néo-kantisme de Hermann Cohen. Vers le socialisme éthique ?, Éditions Kimé, Paris, 2003.
- Heidegger, la Science allemande et le national-socialime, Éditions Kimé, Paris, 2002.
- L'utopie concrète d'Ernst Bloch. Une biographie, Éditions Kimé, Paris, 2001.
- Nietzsche et Stirner, Éditions Kimé, Paris, 1999.
- Le Principe dialogique, Éditions Kimé, Paris, 1998.
- Le principe "discussion". Habermas et le tournant langagier et communicationnel de la Théorie critique, Éditions Kimé, Paris, 1997.
- Progrès et catastrophe : Walter Benjamin et l’histoire, Éditions Kimé, Paris, 1996.
- La Différence comme non-indifférence. Éthique et altérité chez Emmanuel Levinas, Éditions Kimé, Paris, 1996.
- Nietzsche et le nazisme, Éditions Kimé, Paris, 1995.
- La pensée de Franz Rosenzweig (Les actes du colloque parisien), PUF, Paris, 1993.
- Figures de l'utopie dans la pensée d'Ernst Bloch, Aubier, Paris, 1985 ; rééd. (avec une nouvelle Préface), Éditions Hermann, Paris, 2009.
- Ernst Bloch, messianisme et utopie, PUF, Paris, 1989.
- Révolution et contre-révolution au Portugal, Éditions Galilée, Paris, 1976.
- Auguste Blanqui, Écrits sur la Révolution, Notes et présentation par Arno Münster, Éditions Galilée, Paris, 1977.

### Principaux ouvrages en langue allemande
- Arno Munster - "Der junge Horkheimer" (Ein Essay zum 50. Todestag des Begründers der Frankfurter Shule), Verlag Karl Alber-Nomos, Baden-Baden, märz, 2023.
- Arno Munster- "Ernst Bloch und Spinoza" (Erläuterungen zu den Leipziger Vorlesungen zur Geschichte der Philosophie), Talheimer Verlag,  dezember, Mössingen-Talheim, 2021.
- Arno Munster- Angst vor Deutschland (Ursachen und Hintergründe der neuen Germanophobie. Welche Zukunft für Europa?, Königshausen & Neumann, 2017.
- Leben als Widerstand, Memoiren eines Alt-Achtundsechzigers, Deutsche Literaturgesellshaft, Berlin, 2010.
- Utopie, Emanzipation, Praxis, Kramer Verlag, 2013.
- André Gorz oder der schwierige Sozialismus, Rotpunktverlag, Zürich, 2011.
- Chile – friedlicher Weg? Historische Bedingungen, Revolution in der Legalität, Niederlage, Wagenbach, Berlin, 1re édition, 1972, seconde édition 1974.
- Portugal im Jahr 1 der Revolution. Eine analytische Reportage, Rotbuch-Verlag, Berlin, 1975.
- Der Kampf bei LIP. Arbeiterselbstverwaltung in Frankreich, Rotbuch-Verlag, Berlin, 1974.
- Das Thema der Revolte bei Jules Vallès. Ein Beitrag zur Soziologie der "Commune"-Literatur, W.Fink, Munich, 1974 („Freiburger Schriften zur romanischen Philologie“ no 25). (sous la direction de) Tagträume vom aufrechten Gang. 6 Interviews mit Ernst Bloch, Suhrkamp, Francfort, 1977 (trad. en italien, Ed. Riuniti, Rome, 1981).
- Utopie, Messianismus und Apokalypse im Frühwerk von Ernst Bloch, Suhrkamp, Francfort, 1982 (traduit en langue portugaise du Brésil, Sao Paulo, 1993.)
- Antifaschismus, Volksfront und Literatur. Zur Geschichte der "Vereinigung revolutionärer Schriftsteller und Künstler" (AEAR) in Frankreich, VSA, Hamburg, 1977.
- Verdinglichung und Utopie. Ernst Bloch und Georg Lukacs zum 100 (avec M. Löwy und N. Tertullian): Geburtstag, Sendler-Verlag, Francfort, 1987.
- Pariser Philosophisches Journal. Von Sartre bis Derrida, Athenäum, Francfort, 1987.
- Ernst Bloch - Eine politische Biographie, Berlin-Wien, Philo-Verlag & Fine Art, 2004.
- Paris brennt. Die Mai-Revolution in Frankreich, H.Heine-Verlag, Francfort, 1968.

### Ouvrage en langue espagnole
- André Gorz o el socialismo dificil, Nueva Vision, 2009, Buenos Aires

### Principaux ouvrages en langue portugaise Brésil
- Ernst Bloch, Filosofia da Praxis e Utopia concreta, UNEPS, Sao Paulo, 1993.
- Utopia, Messianismo e Apocalisse nas primeiras obras de Ernst Bloch, traduçao de Flavio Beno Siebeneichler. UNEPS, Sao Paulo, 1994.

### Principaux ouvrages en langue italienne
- L'Utopia concreta di Ernst Bloch, Una biografia, trad. Elisabetta Barone et Maria Palmieri, La scuola di Pitagora editrice, 2014, Naples.
- Principio speranza e principio disperazione, traduzione et cura di Elisabetta Barone et Angelo Maria Vitale, Aracne editrice, Rome, 2007.

### Traductions
- Ernst Bloch, "Baruch de Spinoza, Quatre conférences", Traduction, préface et annotations d'Arno Munster, éditions Delga, Paris, novembre 2021.
- Michael Löwy,"Rosa Luxemburg. L'étincelle incendiaire" - Le Temps des Cerises, Montreuil, 2018, traduit en allemand par Arno Münster :  Michael Löwy  - "Rosa Luxemburg - Der zündende Funke der Revolution", VSA, Verlag Hamburg, janvier 2020.
- Arno Münster, La réprobation de l'Allemagne ou les vraies raisons du nouveau ressentiment anti-allemand - Quel avenir pour l'Europe", editions l'Harmattan, Paris 2016, traduit en allemand par Arno Münster : Angst vor Deutschland (Ursachen und Hintergründe der neuen Germanophobie. Welche Zukunft für Europa? Königshausen & Neumann, 2017.
- Rêve diurne, station debout et utopie concrète. Ernst Bloch en dialogue, traduit de l'allemand, présenté et annoté par Arno Münster, éditions Ligne, 2016, traduit de l'allemand : Tagtraüme vom aufrechten Gang. Sechs Interviews mit Ernst Bloch. Herausgegeben und eingeleitet von Arno Münster, edition Suhrkamp, 1977.
- Ernst Bloch, Du rêve à l'utopie, entretiens philosophiques, textes choisis et préfacés par Arno Münster, Editions Hermann, Paris, 2016, traduit de l'allemand : Gespräche mit Ernst Bloch Herausgegeben von Rainer Traub und Harald Wieser, édition Suhrkamp.1975.
- Arno Münster, André Gorz ou le socialisme difficile, Nouvelles Editions Lignes, Fécamp, 2008, traduit en allemand par Arno Münster : "Andre Gorz oder schwierige Socialismus, Rotpunktverlag, Zürich, 2011.
- Arno Münster, "L'Utopie concrète d'Ernst Bloch, une biographie", ed. Kimé, Paris, 2000, traduit en allemand par Arno Münster  "Ernst Bloch, eine politische biographie, Berlin-Wien", Philo, Verlag & Fine Art, 2004. (Préface d'André Tosel).
- Penser après Heidegger (sous la responsabilité de Jacques Poulain et Wolfgang Schirrmacher), textes traduits de l'allemand par Arno Münster, l’Harmattan, Paris, 1992.

### Contributions à des ouvrages collectifs
- Erinnerungskultur-stärkt Demokratie - Zur Verteidigung der Würde des Menschen, Ed. Talheimer, mai, 2019.
- Existentialismus (p. 215) dans Lexikon der deutsch-französischen Kulturbeziehungen nach 1945, Nicole Colin/Corine de France/Urich Pfeie/Joachim Umlauf (HRsg.), Éditions Lendemain 28,Paris, 2014.
- Eros, sublimation, répression et critique civilisationnelle dans l'œuvre de Marcuse p. 8-22, in "Eros et Société, Vouloir vivre, vouloir jouir, vouloir mourir, vouloir tuer" in L'été du LESTAMP, Cahier no 3 Lestamp - Habiter-PIPS - Nantes. Textes réunis à l'initiative de Joëlle Deniot, Jacky Réault avec Léonard Delmaire, février 2012.
- Quelles perspectives politiques et morales pour l'écosocialisme aujourd'hui, (p. 281-293), in Les Socialismes (sous la direction de Juliette Grange et de Pierre Musso), Éditions Le Bord de l'eau, Bordeaux, 2012.
- À propos de la genèse de la théorie du totalitarisme, in Hannah Arendt, Totalitarisme et banalité du mal, coordonné par Annabel Herzog, PUF, collection « débats », Paris 2011, p. 63-81.
- Dialectique, praxis et ontologie du social dans la pensée de Jean-Paul Sartre in Sartre, Le philosophe, l'intellectuel et la politique, L’Harmattan, Paris, 2006, p. 51-70.
- L’esthétique blochienne de l’anticipation utopique, in Corps, Art et Société, Chimères et utopie, L’Harmattan, Paris, 1998, p. 293-313.
- La raison pratique comme raison communicationnelle chez Habermas, in La raison pratique au XXe siècle, trajets et figures, sous la direction de Myriam Bienenstock et André Tosel, L’Harmattan, Paris, 1994, p. 115-134.
- Mémoire pure, mémoire volontaire et mémoire involontaire, ou Walter Benjamin dans le champ de tension philosophico-littéraire entre Bergson et Marcel Proust, in Présences de Walter Benjamin (sous la direction de Jean Marc Lachaud), Publication du service culturel de l’université Michel de Montaigne - Bordeaux 3. 1994, p. 97-110.
- Les philosophes intellectuels juifs allemands face à la guerre de 14 in Les Philosophes et la guerre de 14, textes réunis par Philippe Soulez, collection « La philosophie hors de soi », PUV, 1988, p. 209-223.
- Le paradigme révolutionnaire français dans les « Passages parisiens" de Walter Benjamin et dans la pensée d’Ernst Bloch (Ernst Bloch, Walter Benjamin, et Auguste Blanqui), in Passages, Walter Benjamin et Paris, Textes réunis par Heinz Wismann, Le Cerf, Paris, 1986, p. 333-341.
- Brèves remarques sur le combat blanquiste pour l’instruction populaire, in Les Sauvages dans la cité. Auto-émancipation du peuple et instruction des prolétaires au XIXe siècle, présentation de Jean Boreil, Champ Vallon, Paris, 1985, p. 170-174.
- Notice "Ernst Bloch" (1885-1977), (sous la direction de Denis Huisman), Dictionnaire des philosophes, PUF, Paris, 1984, p. 327-330.
- Notice "Utopie", in Hans Jörg Sandkühler (Hsg.), Enzyklopädie Philosophie, vol. II, Hambourg, Meiner, 1999, p. 1675 – 1683.

### Articles publiés dans des revues françaises et internationales
- Arno Münster : Patriotic Act à la française, in "Les Z'Indignés" no 22, Paris, 2015, p. 24-25.
- Entretiens avec Paul Aries, in "Les Z'Indignés", N°20, Paris, 2013.
- Arno Münster : De l’Agir communicationnel à l’action politique émancipatrice : Internet, Facebook, Twitter, une nouvelle force productive ? in Ecorev (revue critique d’écologie politique)», no 37, Paris, 2011, p. 45-51.
- Arno Münster : André Gorz, “dérangeur” ou constructeur d’une nouvelle utopie éco-socialiste ?, Ecorev no 33, Paris, novembre 2009, p. 82-87.
- Arno Münster : Daniel Bensaïd, lecteur de Marx, Revue ligne no 32, mai 2010.
- Arno Münster : De l’amitié à la polémique - À propos de la correspondance Adorno-Bloch (1928-1968), in « Europe » (Revue littéraire mensuelle) no 949 (n° spécial "Adorno-Bloch »), Paris, mai 2008, p. 15-36.
- Arno Münster : Interview avec Jean-Paul Sartre, in « Les Temps modernes » n° spécial « Sartre », Paris, juillet-août-septembre-octobre 2005.
- Arno Münster : Ernst Bloch et le romantisme révolutionnaire, in : « Europe » (revue littéraire mensuelle) no 900 (n° spécial « Le Romantisme révolutionnaire »), Paris, avril 2004, p. 164- 175.
- « Dossier Ernst Bloch. Textes réunis par Arno Münster », in Change no 37, Paris, mars 1979.
- Arno Münster : Le Chili de l’Unité Populaire, in « Les Temps modernes », Paris, septembre-octobre 1972.

## Recensions (sélection)
- Michael Lowy : Retour sur un maître à penser "Marcuse" (Arno Münster,"Marcuse et le grand refus", l'Harmattan, 2022) " in "Le Monde des livres", 29/04/2022.
- Michael Lowy : "Max Horkheimer, "marxiste hétérodoxe" (Arno Munster:"Marx Horkheimer entre Marx, Freud et Schopenhauer" ed. le Retrait), in l'Humanité, 15 septembre 2021.
- Daniel Almedro :" Emancipation - Historique et actualité d'un concept  (Arno Munster "Emancipation de Marx à Marcuse", l'Harmattan", 2020) in Le Patriote Côte d'Azur", n° 378, janvier 2021.
- Robert Redeker : "Relire Adorno avec Arno Munster" (Arno Munster, "Adorno, une introduction" (Hermann, 2009) in supplément Tageblatt,23 juin 2009.
- Jean Loup Thibault : "De quoi Adorno est-il le nom" sur (Arno Munster, "Adorno, une introduction", Hermann, 2009) in L'Humanité, 2009.
- Michael Lowy: "Zarathoustra était-il fasciste" sur le livre d'Arno Munster "Nietzsche et le nazisme" (Kimé) dans la  Quinzaine littéraire, 16-31 janvier 1996.

## Sources
- Entretien d'Arno Münster-Pierre Chaillan "Avec André Tosel, repenser l'émancipation à partir des citoyens libres et égaux" dans "l'Humanité du 2-3-4 mars 2018" à l'occasion de la sortie de son livre : "André Tosel, penseur de l'émancipation", éditions Lignes, Paris, janvier 2018.
- Entretien Arno Münster-Paul Ariès sur l'Ecosocialisme dans "Les Indignés"- décembre 2013.
- Ecorev no 41 (revue critique d’Écologie politique). Lectures (p. 137) : Article de Michael Lowy, : Arno Münster, Utopie, Écologie, Ecosocialisme. De l’utopie concrète d’Ernst Bloch à l’écologie socialiste, Paris, Harmattan, 2013, 164 pages.
- Ecorev no 40 (revue critique d’Écologie politique)(Automne-Hiver 12-13) Lectures (p. 134) Article d’Arno Münster : "Juliette Grange. Pour une philosophie de l’Écologie", (Paris, Pocket, 2012, 151 p.).
- Ecorev no 40 (revue critique d’Écologie politique).(Automne-Hiver 12-13). Lectures (p. 138)- Article de Jérôme Gleize : Münster Arno, Pour un socialisme vert, Lignes, 2012, 144 p.
- Ecorev no 39 (revue critique d’Écologie politique) (Printemps-Eté 12) – Pistes – Arno Münster : « Pour une Éthique de la responsabilité et du commun. Une lecture critique de Hans Jonas", p. 82-85.
- Ecorev no 37 (revue critique d’Écologie politique) (août 2011) – Arno Münster : "De l’Agir communicationnel à l’action politique émancipatrice", p. 45.51.
- Ecorev no 33 (revue critique d’Écologie politique) (Automne 2009) – Arno Münster : "André Gorz, « dérangeur » ou constructeur d’une nouvelle utopie écosocialiste ?", p. 82-87.
- Franz Rosenzweig, in « La Quinzaine Littéraire », Paris, 2006.
- Ernst Bloch – la traversée du siècle (Entretien avec Arno Münster)(en trois parties), in "Libération" du 9-10-11 août 1977.
- Ernst Bloch et la fin des utopies, in « Le Monde des Livres » du 10 septembre 1976.*
- Ernst Bloch – le philosophe de l’utopie, in « Le Monde des Livres » du 8 mars 1975.
- Der anarchistische Kleinbürger. Zum 200. Geburtstag von Pierre-Joseph Proudhon, in Die Tageszeitung (TAZ), Berlin, 21 janvier 2009.
- Arno Münster : Strukturale Anthropologie.Zum 100. Geburtstag von Claude-Lévi-Strauss, in „Die Tageszeitung“(TAZ)(Berlin), juin 2008.
- Arno Münster : Zum Tode von Aimé Césaire, in "Frankfurter Rundschau", 19 avril 2008.
- Arno Münster : Hermeneutik und Kritik (Zum Tode von Paul Ricœur), in "Frankfurter Rundschau" du 20. Mai 2005.
- Arno Münster : Zum Tod von Emmanuel Levinas, in "Frankfurter Rundschau" du 27.12.1996.
- Arno Münster : Nietzsche et le nazisme, ed. Kimé, Paris, 1995. Article de Michael Lowy in « La Quinzaine Littéraire », Paris, n° de juin-juillet 1996.
- Arno Münster : Den Arbeitern der ganzen Welt. Hundert Jahre.
- Arno Münster : Pariser Kommune, in "Frankfurter Rundschau", Francfort, 28 mai 1971.
- Arno Münster : Poesie und Politik in Lateinamerika: Pablo Neruda, in "Frankfurter Rundschau", 21 novembre 1971.